# Collegio di Blaydon
Blaydon è stato un collegio elettorale situato nel Tyne and Wear, nel Nord Est dell'Inghilterra, e rappresentato alla Camera dei comuni del Parlamento del Regno Unito. Eleggeva un membro del parlamento con il sistema first-past-the-post, ossia maggioritario a turno unico; il collegio è stato abolito in occasione della revisione periodica del 2024.

## Estensione
- 1918-1950: i distretti urbani di Blaydon, Ryton, Tanfield e Whickham.
- 1950-1983: i distretti urbani di Blaydon, Ryton e Whickham.
- 1983-2010: i ward del borgo di Gateshead di Birtley, Blaydon, Chopwell and Rowlands Gill, Crawcrook and Greenside, Lamesley, Ryton, Whickham North, Whickham South e Winlaton.
- 2010-2024: i ward del borgo di Gateshead di Birtley, Blaydon, Chopwell and Rowlands Gill, Crawcrook and Greenside, Dunston Hill and Whickham East, Lamesley, Ryton, Crookhill and Stella, Whickham North, Whickham South and Sunniside e Winlaton and High Spen.

Il collegio di Blaydon comprendeva le città di Blaydon, Whickham, Ryton, Birtley e i villaggi circostanti nella parte meridionale e occidentale del borough metropolitano di Gateshead.

## Membri del parlamento
| Elezione | Elezione       | Deputato         | Partito          |
| -------- | -------------- | ---------------- | ---------------- |
|          | 1918           | Walter Waring    | Liberale         |
|          | 1922           | William Whiteley | Laburista        |
|          | 1931           | Thomas Martin    | Conservatore     |
|          | 1935           | William Whiteley | Laburista        |
| 1956 (S) | Robert Woof    |                  | Laburista        |
| 1979     | John McWilliam |                  | Laburista        |
| 2005     | David Anderson |                  | Laburista        |
| 2017     | Liz Twist      |                  | Laburista        |
|          | 2024           | Collegio abolito | Collegio abolito |

## Elezioni

### Elezioni negli anni 2010
| Partito                    | Partito                                | Candidato                  | Risultati 12 dicembre 2019 | Risultati 12 dicembre 2019 |
| Partito                    | Partito                                | Candidato                  | Voti                       | %                          |
| -------------------------- | -------------------------------------- | -------------------------- | -------------------------- | -------------------------- |
|                            | Laburista                              | Liz Twist                  | 19 794                     | 43,33                      |
|                            | Conservatore                           | Adrian Pepper              | 14 263                     | 31,22                      |
|                            | Brexit                                 | Michael Robinson           | 5 833                      | 12,77                      |
|                            | Lib Dem                                | Vicky Anderson             | 3 703                      | 8,11                       |
|                            | Verdi                                  | Diane Cadman               | 1 279                      | 2,80                       |
|                            | Liberale                               | Kathy King                 | 615                        | 1,35                       |
|                            | Space Navies Party                     | Lisabela Marschild         | 118                        | 0,26                       |
|                            | Indipendente                           | Lee Garrett                | 76                         | 0,17                       |
|                            |                                        |                            |                            |                            |
| Iscritti                   | Iscritti                               | Iscritti                   | 67 853                     | 100,00                     |
| ↳ Votanti (% su iscritti)  | ↳ Votanti (% su iscritti)              | ↳ Votanti (% su iscritti)  | 45 681                     | 67,32                      |
| ↳ Astenuti (% su iscritti) | ↳ Astenuti (% su iscritti)             | ↳ Astenuti (% su iscritti) | 22 172                     | 32,68                      |
|                            |                                        |                            |                            |                            |
|                            | Esito: collegio confermato a Laburista |                            |                            |                            |

| Partito                    | Partito                                | Candidato                  | Risultati 8 giugno 2017 | Risultati 8 giugno 2017 |
| Partito                    | Partito                                | Candidato                  | Voti                    | %                       |
| -------------------------- | -------------------------------------- | -------------------------- | ----------------------- | ----------------------- |
|                            | Laburista                              | Liz Twist                  | 26 979                  | 56,11                   |
|                            | Conservatore                           | Tom Smith                  | 13 502                  | 28,08                   |
|                            | Lib Dem                                | Jonathan Wallace           | 4 366                   | 9,08                    |
|                            | UKIP                                   | Ray Tolley                 | 2 459                   | 5,11                    |
|                            | Verdi                                  | Paul McNally               | 583                     | 1,21                    |
|                            | Libertariano                           | Michael Marchetti          | 114                     | 0,24                    |
|                            | Space Navies Party                     | Lisabela Marschild         | 81                      | 0,17                    |
|                            |                                        |                            |                         |                         |
| Iscritti                   | Iscritti                               | Iscritti                   | 68 495                  | 100,00                  |
| ↳ Votanti (% su iscritti)  | ↳ Votanti (% su iscritti)              | ↳ Votanti (% su iscritti)  | 48 084                  | 70,20                   |
| ↳ Astenuti (% su iscritti) | ↳ Astenuti (% su iscritti)             | ↳ Astenuti (% su iscritti) | 20 411                  | 29,80                   |
|                            |                                        |                            |                         |                         |
|                            | Esito: collegio confermato a Laburista |                            |                         |                         |

| Partito                    | Partito                                | Candidato                  | Risultati 7 maggio 2015 | Risultati 7 maggio 2015 |
| Partito                    | Partito                                | Candidato                  | Voti                    | %                       |
| -------------------------- | -------------------------------------- | -------------------------- | ----------------------- | ----------------------- |
|                            | Laburista                              | Dave Anderson              | 22 090                  | 49,16                   |
|                            | UKIP                                   | Mark Bell                  | 7 863                   | 17,50                   |
|                            | Conservatore                           | Alison Griffiths           | 7 838                   | 17,44                   |
|                            | Lib Dem                                | Jonathan Wallace           | 5 497                   | 12,23                   |
|                            | Verdi                                  | Paul McNally               | 1 648                   | 3,67                    |
|                            |                                        |                            |                         |                         |
| Iscritti                   | Iscritti                               | Iscritti                   | 67 674                  | 100,00                  |
| ↳ Votanti (% su iscritti)  | ↳ Votanti (% su iscritti)              | ↳ Votanti (% su iscritti)  | 44 936                  | 66,40                   |
| ↳ Astenuti (% su iscritti) | ↳ Astenuti (% su iscritti)             | ↳ Astenuti (% su iscritti) | 22 738                  | 33,60                   |
|                            |                                        |                            |                         |                         |
|                            | Esito: collegio confermato a Laburista |                            |                         |                         |

| Partito                    | Partito                                | Candidato                  | Risultati 6 maggio 2010 | Risultati 6 maggio 2010 |
| Partito                    | Partito                                | Candidato                  | Voti                    | %                       |
| -------------------------- | -------------------------------------- | -------------------------- | ----------------------- | ----------------------- |
|                            | Laburista                              | Dave Anderson              | 22 297                  | 49,64                   |
|                            | Lib Dem                                | Neil Bradbury              | 13 180                  | 29,35                   |
|                            | Conservatore                           | Glenn Hall                 | 7 159                   | 15,94                   |
|                            | BNP                                    | Keith McFarlane            | 2 277                   | 5,07                    |
|                            |                                        |                            |                         |                         |
| Iscritti                   | Iscritti                               | Iscritti                   | 67 844                  | 100,00                  |
| ↳ Votanti (% su iscritti)  | ↳ Votanti (% su iscritti)              | ↳ Votanti (% su iscritti)  | 44 913                  | 66,20                   |
| ↳ Astenuti (% su iscritti) | ↳ Astenuti (% su iscritti)             | ↳ Astenuti (% su iscritti) | 22 931                  | 33,80                   |
|                            |                                        |                            |                         |                         |
|                            | Esito: collegio confermato a Laburista |                            |                         |                         |

### Elezioni negli anni 2000
| Partito                    | Partito                                | Candidato                  | Risultati 5 maggio 2005 | Risultati 5 maggio 2005 |
| Partito                    | Partito                                | Candidato                  | Voti                    | %                       |
| -------------------------- | -------------------------------------- | -------------------------- | ----------------------- | ----------------------- |
|                            | Laburista                              | David Anderson             | 20 120                  | 51,52                   |
|                            | Lib Dem                                | Peter J. Maughan           | 14 785                  | 37,86                   |
|                            | Conservatore                           | Dorothy Luckhurst          | 3 129                   | 8,01                    |
|                            | UKIP                                   | Norman R. Endacott         | 1 019                   | 2,61                    |
|                            |                                        |                            |                         |                         |
| Iscritti                   | Iscritti                               | Iscritti                   | 62 384                  | 100,00                  |
| ↳ Votanti (% su iscritti)  | ↳ Votanti (% su iscritti)              | ↳ Votanti (% su iscritti)  | 39 053                  | 62,60                   |
| ↳ Astenuti (% su iscritti) | ↳ Astenuti (% su iscritti)             | ↳ Astenuti (% su iscritti) | 23 331                  | 37,40                   |
|                            |                                        |                            |                         |                         |
|                            | Esito: collegio confermato a Laburista |                            |                         |                         |

| Partito                    | Partito                                | Candidato                  | Risultati 7 giugno 2001 | Risultati 7 giugno 2001 |
| Partito                    | Partito                                | Candidato                  | Voti                    | %                       |
| -------------------------- | -------------------------------------- | -------------------------- | ----------------------- | ----------------------- |
|                            | Laburista                              | John McWilliam             | 20 340                  | 54,85                   |
|                            | Lib Dem                                | Peter J. Maughan           | 12 531                  | 33,79                   |
|                            | Conservatore                           | Mark A. Watson             | 4 215                   | 11,37                   |
|                            |                                        |                            |                         |                         |
| Iscritti                   | Iscritti                               | Iscritti                   | 64 609                  | 100,00                  |
| ↳ Votanti (% su iscritti)  | ↳ Votanti (% su iscritti)              | ↳ Votanti (% su iscritti)  | 37 086                  | 57,40                   |
| ↳ Astenuti (% su iscritti) | ↳ Astenuti (% su iscritti)             | ↳ Astenuti (% su iscritti) | 27 523                  | 42,60                   |
|                            |                                        |                            |                         |                         |
|                            | Esito: collegio confermato a Laburista |                            |                         |                         |

## Risultati dei referendum

### Referendum sulla permanenza del Regno Unito nell'Unione europea del 2016
|             | Collegio | Lasciare UE % | Rimanere in UE % |
| ----------- | -------- | ------------- | ---------------- |
|             | Blaydon  | 56,3%         | 43,7%            |
| Inghilterra | 53,3%    | 46,7%         |                  |
| Regno Unito | 51,9%    | 48,1%         |                  |